# Hideki Maeda
Hideki Maeda (født 13. maj 1954) er en japansk fodboldspiller.

## Japans fodboldlandshold
| Japans landshold | Japans landshold | Japans landshold |
| År               | Kmp              | Mål              |
| ---------------- | ---------------- | ---------------- |
| 1975             | 5                | 1                |
| 1976             | 6                | 1                |
| 1977             | 3                | 0                |
| 1978             | 7                | 1                |
| 1979             | 9                | 3                |
| 1980             | 11               | 3                |
| 1981             | 11               | 0                |
| 1982             | 3                | 0                |
| 1983             | 7                | 2                |
| 1984             | 3                | 0                |
| Total            | 65               | 11               |